# 256 aC
El 256 aC va ser un any del calendari romà prejulià. Durant la República i l'Imperi Romà, era conegut com a any del consolat de Llong i Règul (o també any 498 ab urbe condita). L'ús del nom «256 aC» per referir-se a aquest any es remunta a l'alta edat mitjana, quan el sistema Anno Domini va ser el mètode de numeració dels anys més comú a Europa.

## Esdeveniments

### Antiga Grècia
- A la mort d'Areu II, fill pòstum d'Acròtat, amb vuit anys, Leònides II puja al tron d'Esparta.[2]

### Antiga Roma
- Aquest any són elegits cònsols Luci Manli Vulsó Llong i Quint Cedici, que va morir al poc temps d'iniciar el seu mandat. El va substituir com a cònsol sufecte Marc Atili Règul.[3][4]
- Els dos cònsols són enviats amb 330 naus des d'Ecnomos a Sicília per envair Cartago, però els cartaginesos els esperen a Heraclea Minoa sota la direcció d'Hamílcar i Hannó. En la batalla del cap Ècnomus, els romans en surten victoriosos perdent només 24 naus mentre els cartaginesos en perden 30 que es van enfonsar i 64 que els romans capturen. Els cartaginesos que sobreviuen es dirigeixen Cartago per defensar la capital, però els romans desembarquen a Clipea on estableixen el campament i des d'on devasten el territori cartaginès.[5]
- S'utilitza per última vegada el corb, una arma de la marina de guerra romana destinada a l'abordatge, en aquesta batalla.[6]
- En el curs de la Primera Guerra Púnica, els cònsols Marc Atili Règul i Luci Manli Vulsó Llong posen setge a la ciutat d'Aspis (l'actual Kélibia) i l'ocupen.[7]

### Antiga Xina
- Fi de la dinastia Zhou, la més llarga de totes les dinasties de la Xina (1122 aC–256 aC) i la darrera de les dinasties de reis anteriors a les dinasties imperials.[8]
- A Dujiangyan es construeix un gran sistema d'irrigació que encara funciona.[9] Cap al segle ii durant la dinastia Han, els xinesos feien servir bombes de cadena que elevaven l'aigua.[10] Eren accionades amb pedals, rodes hidràuliques, o mecanismes rotatoris impulsats per bous.[11] L'aigua s'utilitzava per treballs públics o per proporcionar-la als habitatges però principalment es destinava a regadius.[12]

## Necrològiques
- Timeu de Tauromènion, historiador sicilià.[13]
- Areu II, fill pòstum d'Acròtat d'Esparta, amb vuit anys, mor de malaltia. El succeeix en el tron Leònides II, que ja actuava de regent.[14]